# Per Wetterdal
Per Ludvig Wetterdal, född 4 april 1892 i Stockholm, död 4 augusti 1977 i Visby, var en svensk läkare. 
Wetterdal, som var son till överläkare Henrik Wetterdal och Celina Ståhle, blev medicine kandidat 1913, medicine licentiat 1918, medicine doktor 1920 på avhandlingen Beiträge zur Morphologie des Gefässsystems, docent i obstetrik och gynekologi vid Karolinska institutet 1925 och var professor i nämnda ämnen där 1949–1958. 
Wetterdal var amanuens och underläkare vid kirurgiska, gynekologiska och obstetriska kliniker 1918–1925, överläkare och direktör vid barnbördshuset Pro Patria 1930–1940, överläkare vid obstetrisk-gynekologiska avdelningen 1940–1958 och styresman 1942–1958 vid Sabbatsbergs sjukhus. Han författade skrifter i anatomi, obstetrik och gynekologi.